# قشلاق خان أوغلان (مقاطعة بيله سوار)
قشلاق خان أوغلان (بالفارسية: قشلاق خان اوغلان) هي منطقة سكنية تقع في إيران في قسم قشلاق الجنوبي الريفي. يقدر عدد سكانها بـ 80 نسمة .